# Brown Sugar
Brown sugar är också ett slanguttryck för brunt heroin
Brown Sugar är en rocklåt, skriven och komponerad av Mick Jagger och Keith Richards, båda medlemmar i The Rolling Stones. Titeln kommer från det engelska ordet för farinsocker.
Låten utkom på singelskiva 1971 men är också öppningsspåret på gruppens album Sticky Fingers från 1971. Låtens handling är tvetydig. Ungefär samtidigt som låten skrevs gifte sig Mick Jagger med Bianca Jagger (född Bianca Pérez-Mora Macías), vars sydamerikanska ursprung kan vara en synonym till låttiteln. Brown Sugar på engelska även kan vara slang för heroin. En tredje teori är att den är politisk och beskriver de svartas ställning i USA och slaveriet - eller så sjunger Jagger helt enkelt om vanligt farinsocker.
En helt annan teori är att brown sugar handlar om en mörkhyad kvinna.
Gold coast slave ship bound for cotton fields,
Sold in a market down in new orleans.
Scarred old slaver know he’s doin’ alright.
Hear him whip the women just around midnight.
Ah brown sugar how come you taste so good
(a-ha) brown sugar, just like a young girl should...
Brown Sugar är även en bluesrocklåt av ZZ Top, skriven av Billy Gibbons, som är med på bandets första skiva från 1970, ZZ Top's First Album, dvs den föregick The Rolling Stones' Brown Sugar.